# Mark Fisher (Kulturwissenschaftler)

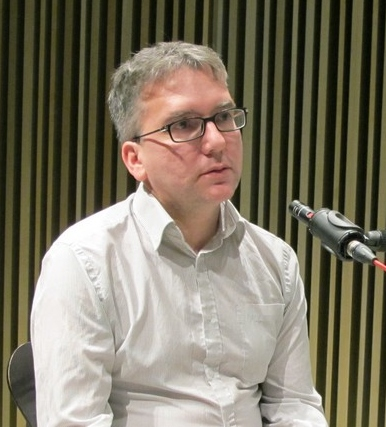
Mark Fisher im Museu d’Art Contemporani de Barcelona (2011)

Mark Fisher, Pseudonym k-punk (* 11. Juli 1968 in Leicester, Vereinigtes Königreich; † 13. Januar 2017 in Felixstowe, Vereinigtes Königreich) war ein britischer Schriftsteller und Kulturwissenschaftler.

## Leben
Fisher studierte Anglistik und Philosophie an der Hull University und promovierte anschließend an der University of Warwick mit der Dissertation Flatline Constructs: Gothic Materialism and Cybernetic Theory-Fiction. Während seiner Zeit in Warwick war er Mitgründer der „Cybernetic Culture Research Unit“, eines interdisziplinären Kollektivs, das sich mit dem Akzelerationismus beschäftigte.
Fisher war Blogger unter dem Namen k-punk in den ersten Jahren des 21. Jahrhunderts und beschäftigte sich mit radikal-kritischer Politik, Musik und Populärkultur. Er trug zu Zeitungen wie The Wire, The Guardian, Fact, New Statesman und Sight & Sound bei. Er veröffentlichte mehrere Bücher, darunter Capitalist Realism (2009) und Ghosts of My Life: Writings on Depression, Hauntology and Lost Futures (2014). Außerdem lehrte er am Goldsmith College in London und war Mitbegründer des Verlags Zero Books.
Seit seiner Jugend litt er unter Depressionen, die er politisch und gesellschaftskritisch in seinen eigenen Artikeln und Büchern thematisierte. In seinem Werk Capitalist Realism (Titel der deutschen Ausgabe: kapitalistischer realismus ohne alternative?) argumentiert er, die „Privatisierung von Stress“ unter dem Kapitalismus führe zu einer „Entpolitisierung von [psychischer] Gesundheit“, die gesellschaftliche Solidarität durch individuelle Verantwortung ersetze. Anfang 2017, kurz vor der Veröffentlichung seines neuen Werkes The Weird and the Eerie (de: Das Seltsame und das Gespenstische), nahm Fisher sich das Leben.

## Werk

### Kapitalistischer Realismus
In seiner 2009 veröffentlichten Flugschrift Capitalist Realism: Is There No Alternative? reinterpretierte Fisher den Begriff des kapitalistischen Realismus, um ein weitverbreitetes Gefühl zu beschreiben, „dass der Kapitalismus nicht nur das einzig gültige politische und ökonomische System darstellt, sondern dass es mittlerweile fast unmöglich geworden ist, sich eine kohärente Alternative dazu überhaupt vorzustellen.“ Nach Fishers Auffassung beschreibt der Begriff den ideologischen Zeitgeist seit dem Zerfall der Sowjetunion, bei dem die Logik(en) des Kapitalismus die Grenzen des sozialen und politischen Lebens setzen, mit Auswirkungen auf die Systeme der Bildung, Arbeit und Herrschaft, damit auch allgemein auf die psychische Gesundheit, Popkultur und Methoden des Widerstandes. Infolgedessen fällt es einem einfacher, sich das Ende der Welt vorzustellen, als das Ende des Kapitalismus. Die Atmosphäre des kapitalistischen Realismus fungiert als eine unsichtbare Barriere, die sowohl das Denken als auch das Handeln einschränkt. In Fishers Sicht lässt ein kapitalistischer Denkrahmen die bloße Existenz alternativer Strukturen und Gesellschaftsordnungen nicht zu. Nach seiner Auffassung wurde diese Einschränkung infolge der Weltfinanzkrise 2008 intensiviert; anstatt dass die Krise den Drang, bessere Gesellschaftsordnungen zu finden, intensiviert hätte, verstärkte die globale Reaktion darauf das Gefühl, dass man Lösungen innerhalb des existierenden Systems zu suchen hätte.

### Hauntologie
Fisher verwendete den von Jacques Derrida geprägten Begriff der Hauntologie, um eine Ontologie des Vergangenen zu beschreiben, von den „verlorenen Zukünften“ der Moderne, die durch die Postmoderne und den Neoliberalismus nie zustande kommen konnten und die Gegenwart heimsuchen. Nach Fisher wird die post-fordistische Wirtschaft dadurch gekennzeichnet, dass die Zukunft aus der Popkultur verschwindet. In einem solchen Wirtschaftszustand verfügen Künstler nicht mehr über die nötigen Mittel, um das Neue zu produzieren.
Hauntologische Kunst, wie sie Fisher beschreibt, erforscht die dadurch entstandenen Sackgassen, und stellt sowohl eine Weigerung dar, den Wunsch nach Zukunft aufzugeben, als auch eine Sehnsucht nach einer Zukunft, die nie zustande gekommen ist. In seinem 2014 veröffentlichten Buch Ghosts of My Life (dt. Gespenster meines Lebens) untersuchte Fisher die Hauntologie anhand verschiedener Beispiele aus der Popkultur: unter anderem der Musik von Joy Division, Tricky und Burial, Filmen wie Stanley Kubricks The Shining und Christopher Nolans Memento, und Romanen von David Peace und John le Carré.

### Acid Communism
Zum Zeitpunkt seines Todes plante Fisher angeblich ein neues Buch mit dem Titel Acid Communism, das in Auszügen als Teil einer Mark Fisher-Anthologie, k-punk: The Collected and Unpublished Writings of Mark Fisher (2004-2016), von Repeater Books im November 2018 veröffentlicht wurde. Acid Communism hätte versucht, Elemente der Gegenkultur der 1960er Jahre und der Psychedelia für sich zu reklamieren, um neue politische Möglichkeiten für die Linke zu imaginieren. Im britischen linken Media-Netzwerk Novara Media wird ein gleichnamiger Podcast namens #ACFM produziert, der von den ehemaligen Genossen Fishers, Nadia Idle, Jeremy Gilbert und Keir Milburn produziert wird. Im Juni 2021 fand im Haus der Kulturen der Welt in Berlin eine Konferenz mit dem gleichnamigen Titel statt.

### On Vanishing Land
Nach Fishers Tod gründete das Plattenlabel Hyperdub ein Sublabel namens Flatlines, das im Juli 2019 einen Audio-Essay von Justin Barton und Fisher veröffentlichte. Barton hat Musik von verschiedenen Musikern zusammengeschnitten, die zur Untermalung des Textes gemacht wurde, und Fisher lieferte den Text für den Audio-Essay, der an einen Spaziergang entlang der Küste von Suffolk im Jahr 2006 erinnert, vom Containerhafen Felixstowe ('ein Nervenknotenpunkt des Kapitalismus') bis zum angelsächsischen „Gräberfeld von Sutton Hoo“. Sowohl Barton als auch Fisher sprechen in dem Essay. Adam Harper schrieb über die Elemente der Hauntology in On Vanishing Land, sowie über deren Beziehung zur Umweltbewegung. In einer Rezension für The Quietus bezeichnete Johny Lamb On Vanishing Land als eine „schockierende Offenbarung der Nähe zur Dystopie.“

### Kritik der politischen Ökonomie
Im Anschluss an die Kritik der politischen Ökonomie von Karl Marx behauptete Fisher, Ökonomie sei eine bürgerliche „Wissenschaft“, die die Wirklichkeit nach ihren Voraussetzungen formt, anstatt die Realität kritisch zu untersuchen. Wie er es selbst formulierte:

„Von Anfang an war die ‚Ökonomie‘ das Objekt einer bürgerlichen ‚Wissenschaft‘, die sich selbst hyperstitionell in die Existenz geboxt hat und dann die Materie dieser und jeder anderen Welt so gebogen und geschmolzen hat, dass sie zu ihren Voraussetzungen passte – die größte theokratische Errungenschaft in einer Geschichte, die niemals menschlich war, ein ungeheurer Taschenspielertrick, der umso besser funktioniert, als er in jenen feuchtgrauen englischen und schottischen Empirismus gehüllt war, der behauptete, alle Götter abgeschüttelt zu haben.“

## Tod
Fisher erhängte sich am 13. Januar 2017 im Alter von 48 Jahren in seinem Haus in der King Street, Felixstowe, kurz vor der Veröffentlichung seines letzten Buches The Weird and the Eerie (2017). In den Wochen vor seinem Tod hatte er sich in psychiatrische Behandlung begeben, doch sein GP konnte nur noch telefonische Gespräche über eine Überweisung anbieten. Fishers psychische Gesundheit hatte sich seit Mai 2016 verschlechtert, was im Dezember 2016 zu einer vermuteten Überdosis führte, mit der er in das Ipswich Hospital eingeliefert wurde. Er diskutierte seine Kämpfe mit Depression in Artikeln und in seinem Buch Ghosts of My Life. Laut Simon Reynolds in The Guardian argumentierte Fisher, dass „die Pandemie psychischer Ängste, die unsere Zeit heimsucht, nicht richtig verstanden oder geheilt werden kann, wenn sie als privates Problem geschädigter Individuen betrachtet wird.“

## Wirken
Fisher wurde posthum als äußerst einflussreicher Denker und Theoretiker gewürdigt. In einem Kommentar zu Fishers Einfluss im Tribune erinnerte Alex Niven an Fishers „Klarheit, aber mehr noch seine Fähigkeit, auf den Punkt zu bringen, was an der spätkapitalistischen Kultur falsch und an der vermeintlichen Alternative richtig war.“ In The Irish Times schrieb Rob Doyle, dass es „in diesem Jahrhundert keinen interessanteren britischen Schriftsteller gegeben hat“, während The Guardian Fishers K-Punk-Blogbeiträge als „Pflichtlektüre für eine Generation“ bezeichnete. In der Los Angeles Review of Books bezeichnete Roger Luckhurst Fisher als „einen der pointiertesten, klarsichtigsten und spritzigsten britischen Kulturkommentatoren. (...) Es ist eine Katastrophe, dass wir Mark Fisher nicht mehr haben“. Nach Fishers Suizid veröffentlichte der englische Musiker The Caretaker das Stück Take Care. It’s a Desert Out There… in Gedenken an ihn, wobei der Erlös an die Wohltätigkeitsorganisation „Mind“ gespendet wurde.

## Schriften
- The Resistible Demise of Michael Jackson. Hg. Mark Fisher. Zero Books, Winchester 2009, ISBN 978-1-84694-348-5
- Capitalist Realism: Is there no alternative?. Zero, Winchester 2009, ISBN 978-1-84694-317-1
  - Übersetzung: Johannes Springer, Christian Werthschulte, Peter Scheiffele: kapitalistischer realismus ohne alternative? Eine Flugschrift. VSA-Verlag, Hamburg 2013, ISBN 978-3-89965-421-9
- Ghosts of My Life: Writings on Depression, Hauntology and Lost Futures. Zero, Winchester 2014, ISBN 978-1-78099-226-6.
  - Übersetzung: Thomas Atzert: Gespenster meines Lebens. Depression, Hauntology und die verlorene Zukunft. Edition Tiamat, Berlin 2015, ISBN 978-3-89320-195-2
- The Weird and the Eerie. Repeater Books, 2017, ISBN 978-1-910924-38-9
  - Übersetzung: Robert Zwarg: Das Seltsame und das Gespenstische. Tiamat, Berlin 2017, ISBN 978-3-89320-222-5[32]
- K-punk: The Collected and Unpublished Writings of Mark Fisher. Repeater, London 2018, ISBN 978-1-910924-38-9.
  - K-punk. Ausgewählte Schriften 2004–2016, aus dem Englischen von Robert Zwarg. Tiamat, Berlin 2020, ISBN 978-3-89320-247-8.
- Postcapitalist Desire. The Final Lectures. Hrsg. von Matt Colquhoun. Repeater, London 2021, ISBN 978-1-913462-48-2.
  - Sehnsucht nach dem Kapitalismus, Brumaire Verlag, Berlin 2024, ISBN 978-3-948608-35-4.[33]